# Science-Fiction-Jahr 1996
Übersicht

◄◄ | ◄ | 1992 | 1993 | 1994 | 1995 | Science-Fiction-Jahr 1996 | 1997 | 1998 | 1999 | 2000 | ► | ►►

Weitere Ereignisse

## Ereignisse
- Die Retro Hugo Awards wurden erstmals vergeben. In diesem Jahr für das Jahr 1945